# Ernst Holmqvist
Ernst Johan Holmqvist, född den 2 februari 1887 i Stockholm, död den 4 juli 1954 i Västerås, var en svensk ämbetsman.
Holmqvist avlade studentexamen i Falun 1908 och juris kandidatexamen vid Uppsala universitet 1917. Han var auditör vid Bodens trupper 1917–1919. Holmqvist blev landskanslist i Norrbottens län 1920, länsnotarie av andra klassen 1924, av första klassen i Västmanlands län 1927, länsassessor där 1935 (tillförordnad 1930) och landssekreterare 1937. Han blev riddare av Nordstjärneorden 1942 och kommendör av andra klassen av samma orden 1949.